# Ahazià d'Israel
Segons la Bíblia, Ahazià (en hebreu, אחזיהו בן-אחאב Ahazyahu ben Ahăāb) o Ocozies, va ser el vuitè rei del Regne d'Israel després de la seva divisió, succeint el seu pare Acab. No s'ha de confondre amb Ahazià del Regne de Judà. Va regnar dos anys entre 853-852 a.n.e. segons la cronologia tradicional, o entre 919-917 a.n.e. segons la cronologia bíblica.
Ahazià va ser fill d'Acab i Jezabel i va seguir amb el culte a Baal, igual que ells. Quan va morir el seu pare, Moab va aprofitar l'oportunitat per rebel·lar-se i així alliberar-se del pesat tribut que se li havia imposat: 100.000 xais i igual nombre de moltons sense esquilar. El rei Mesha de Moab narra aquesta revolta en la inscripció de l'Estela de Moab. Ahazià no va fer res per impedir-ho.
Ahazià va concertar una aliança marítima amb Josafat del Regne de Judà amb el propòsit d'iniciar la construcció de naus en Ession-Guèber, al Golf d'Àqaba, que forma part de la Mar Roja. Però el projecte no li va sortir bé.
Poc després, Ahazià va patir un accident a casa seva quan va caure per un enreixat (que potser tancava una claraboia) de la seva habitació, que el va deixar postrat al llit i greument malalt, fins que finalment va morir. Com que no tenia fills, el seu germà, Jehoram el va succeir.